# مولکول جورهسته
مولکول‌های جورهسته از اتم‌های یک عنصر تشکیل شده‌اند؛ مثالی از این گروه از مولکول‌ها، مولکول گاز اکسیژن (O2) است.
این اصطلاح معمولاً فقط برای مولکول‌های دواتمی به‌کار می‌رود. دستهٔ دیگر این مولکول‌ها را ناجور هسته می‌نامند.
از آن‌جا که دو اتم پیوندیافته در مولکول از یک عنصر هستند؛ اختلاف الکترونگاتیوی بین آن‌ها صفر است و تمام مولکول‌های جور هسته(به جز اوزون) غیرقطبی هستند.
مولکول‌های N2 و F2 و Cl2 و Br2 و I2 و H2 مثال‌های دیگری به‌شمار می‌آیند.
لازم به ذکر است که تمام این مولکول‌ها به دلیل تعریفی که ارائه شد؛ باید شکلی از یک عنصر باشند و جزو مواد مرکب طبقه‌بندی نمی‌شوند.

## همچنین نگاه کنید
- مولکول ناجور هسته
- مولکول دواتمی